# 阿特·查普曼
阿特·查普曼（英語：Art Chapman，1912年10月28日—1986年2月3日），加拿大男子篮球运动员。他曾代表加拿大获得1936年夏季奥运会篮球比赛男子银牌。

## 家庭
哥哥查克·查普曼也是篮球运动员。